# あかね雲 (川田ともこの曲)
「あかね雲」（あかねぐも）は、川田ともこの楽曲でデビュー・シングル。1977年に東芝EMI（現：ユニバーサルミュージック・EMI Records Japan）より発売。
オリジナル7インチシングル盤規格品番：TP-10170。当時、川田は12歳であった。

## 収録曲
1. あかね雲
2. つむぎ唄
  - 全作詞：片桐和子、作曲：平尾昌晃、編曲：竜崎孝路

## 解説
A面曲「あかね雲」は『新・必殺仕置人』および『必殺スペシャル・秋! 仕事人vsオール江戸警察』の主題歌に起用され、同曲をベースにした劇伴曲も多数作られた。また、B面曲「つむぎ唄」は『新・必殺仕置人』の挿入歌となり、こちらもアレンジされた劇伴曲が制作・用いられている。
1985年にキングレコードから『新・必殺仕置人』のサウンドトラックLP盤が発売された際、専属の関係により、川田本人によって「あかね雲」と「つむぎ唄」が再レコーディングされた（編曲はあかのたちお）。再録版「あかね雲」がオリジナルの編曲に忠実であるのに対し「つむぎ唄」は大幅に（特にイントロ部分の）編曲が変更されている。
1986年発売の『必殺! The Hissatsu Sound』が2000年に復刻・再発売された際、1985年版の「あかね雲」と「つむぎ唄」、および両曲オリジナル・カラオケもボーナス・トラックとして併録された。特にカラオケは、この2000年盤にて初商品化となった。

## 収録アルバム
- 必殺シリーズ主題歌総集編 あかね雲（LP、1977年に東芝EMIより発売、規格品番：TP-72250）

「あかね雲」と「つむぎ唄」のオリジナル版の他、その時点までの必殺シリーズ（『必殺仕掛人』から『必殺からくり人・血風編』まで）の主題歌を川田がカヴァーしたものを収録。各曲の冒頭に、平尾昌晃による必殺シリーズ調のナレーションを収録。全10曲。2017年現在、未CD化。
- 必殺シリーズ オリジナル・サウンドトラック全集9 - 新・必殺仕置人

1977年の東芝EMI版および劇中使用のインストゥルメンタル版を収録。
- 必殺! The Hissatsu Sound（2000年盤）

再録音版および同カラオケを収録。あかのたちお#企画アルバムも参照。